# Ivo Jajić
Ivo Jajić (Bristivica, 2. srpnja 1932. – Zagreb, 10. lipnja 2010.) bio je hrvatski reumatolog, sveučilišni profesor i redoviti član Hrvatske akademije medicinskih znanosti. Smatra se pionirom razvoja reumatologije u Hrvatskoj, gdje je značajno unaprijedio institucionalizaciju reumatologije u Hrvatskoj, kliničku praksu, znanstvena istraživanja i edukaciju u tom području. Jajić je autor više od 700 znanstvenih radova i približno 100 knjiga i poglavlja, uključujući prve sveučilišne udžbenike iz reumatologije u Hrvatskoj, od kojih su mnogi postali temeljna literatura hrvatske reumatologije. Osnovao je i vodio ključne nacionalne ustanove, registre, stručna društva i društva bolesnika te znanstvene časopise, uključujući Kliniku za reumatologiju, fizikalnu medicinu i rehabilitaciju  Medicinskog fakulteta u Zagrebu, Referentni centar za upalne reumatske bolesti Ministarstva zdravstva, Registar reumatskih bolesti i Hrvatsku ligu protiv reumatizma. Bio je međunarodno znanstveno aktivan u području imunogenetike, kliničke simptomatologije, dijagnostičke radiologije i epidemiologije reumatskih bolesti,  prepoznat u međunarodnim  stručnim krugovima, a njegovi  rezultati su integrirani u međunarodnu znanstvenu literaturu. Međunarodna reputacija potvrđena je njegovim brojnim suradnjama, pozvanim predavanjima i članstvima u prestižnim društvima i uredništvima te počasnim članstvima nacionalnih reumatoloških društava. Njegovo nasljeđe kliničara, znanstvenika i učitelja u području reumatolgije živi kroz institucije, literaturu i učenike. Njegovi doprinosi prepoznati su u hrvatskoj i međunarodnoj akademskoj i medicinskoj zajednici.

## Životopis

### Obrazovanje
Jajić je diplomirao na Medicinskom fakultetu Sveučilišta u Zagrebu 1960. godine. Specijalizirao je fizikalnu medicinu i rehabilitaciju 1965., a doktorirao 1972. godine na Medicinskom fakultetu Sveučilišta u Zagrebu obranom disertacije o ekstravertebralnim promjenama u ankilozantnom spondilitisu. Bio je drugi liječnik u Hrvatskoj s doktoratom iz reumatologije.
Njegov rani klinički rad podudarao se s porastom interesa za reumatske bolesti, a zbog nedostataka edukacije iz reumatologije u Hrvatskoj u to vrijeme, stručno se usavršavao u nizu međunarodnih ustanova, među kojima su Westminster, Guy's i Middlesex bolnice u Londonu, Bolnica Cochin u Parizu, Karolinska  bolnica u Stockholmu, Institut za reumatizam u Moskvi, kao i bolnice u Oslu, Budimpešti, Rigi, Varšavi, Vilniusu, Pragu, Bukureštu, Heinoli, Piešťanyju, Manchesteru, Leedsu i na NIH-u u Bethesdi, Maryland, SAD. Ova su iskustva oblikovala njegov interdisciplinarni pristup kliničkoj reumatologiji i istraživanju u području imunogenetike i dijagnostičke radiologije reumatskih bolesti.

### Akademska i klinička karijera
Godine 1981. Jajić je postao redoviti profesor (kumulativni radni odnos) na Medicinskom fakultetu Sveučilišta u Zagrebu, a 1992. i redoviti profesor u trajnom zvanju. Godine 1988. Na istom Fakultetu utemeljio je i vodio Poslijediplomski specijalistički studij  Fizikalna medicina i rehabilitacija (1988.-2001.), koji je sadržavao ključne module iz reumatologije te time oblikovao temelje  sustavne edukacije  iz reumatologije i liječenja reumatskih bolesti  u Hrvatskoj.
Istovremeno, imao je ključnu ulogu u razvoju reumatološke službe u zdravstvenom sustavu Hrvatske. Godine 1985. osnovao je i bio predstojnik  nove nastavne baze Medicinskog fakulteta Sveučilišta u Zagrebu -  Klinike za reumatologiju, fizikalnu medicinu i rehabilitaciju pri Kliničkom bolničkom centru „Sestre milosrdnice“ u Zagrebu (1985.–2001.), koja je postala  vodeći nacionalni centar za kliničku praksu, edukaciju i znanstvena istraživanja u području reumatologije. Godine 1999. osnovao je i Referentni centar za upalne reumatske bolesti pri Ministarstvu zdravstva Republike Hrvatske, koji je služio kao nacionalno središte za složene slučajeve, interdisciplinarna istraživanja i poslijediplomsko obrazovanje. U Klinici je Jajić bio prvo-izabrani nastavnik  (redoviti profesor) Medicinskog fakulteta u Zagrebu u kumulativnom radnom odnosu.  
Jajić je ostao aktivan u medicinskoj edukaciji i međunarodnoj znanstvenoj suradnji cijeli svoj život te je postao međunarodno prepoznat reumatolog. Bio je organizator i predsjedatelj brojnih međunarodnih i nacionalnih znanstvenih skupova, uključujući Deveti kongres reumatologa Jugoslavije (1984.), First European Conference on Epidemiology of Rheumatic Diseases (1990.), 18th European Osteoarthrology Symposium (1990.), te First i Second Hypertrophic Osteoarthropatic Symposium (1992. i 1995.) i Drugi hrvatski reumatološki kongres (1997.) i dr.
Također je vodio brojne nacionalne simpozije i edukativne događaje, kao što su simpoziji  Psorijatični artritis (1966.), Epidemiologija reumatskih bolesti (1980. i 1985.), Antigeni HLA u reumatologiji (1981.), Lumbalni bolni sindrom (1984.), Liječenje i rehabilitacija ratnih ozljeda perifernih živaca (1992.), Novosti u dijagnostici reumatskih bolesti (1993.), Najčešće reumatske bolesti (1995.), Novosti u terapiji reumatskih bolesti (1995.) i dr. 
Vodio je brojne tečajeve trajnog usavršavanja iz reumatologije za liječnika specijaliste u organizaciji Medicinskog fakulteta u Zagrebu i Hrvatskog liječničkog zbora. Bio je pozvani predavač i aktivni učesnik na više od 200 međunarodnih znanstvenih skupova u 60-tak  zemalja na svim kontinentima svijeta,  te član organizacijskih odbora kongresa reumatologa zemalja Srednje Europe i zemalja Mediterana.
Godine 1980. utemeljio je prvi hrvatski Registar za reumatske bolesti u okviru Hrvatskog zavoda za javno zdravstvo.

### Znanstveni doprinos
Jajić je vodio više znanstvenih projekata Ministarstva znanosti i obrazovanja te sudjelovao kao  glavni istraživač za Hrvatsku u međunarodnim znanstvenim projektima, uključujući:
- EVOS (European Vertebral Osteoporosis Study, 1990.–1998.)
- Characteristics and Epidemiology of Primary Hypertrophic Osteoarthropathy Study, 1991-1996
- EPOS (European Prospective Osteoporosis Study, 1998.–2001.)
- EUROAS (European immunogenetic familial study of ankylosing spondylitis and other spondylarthropathies, 1999.–2001.)

Također je bio uključen kao glavni istraživač za Hrvatsku u više značajnih međunarodnih kliničkih istraživanja  vezanih uz  terapiju upalnih  reumatskih bolesti, uključujući primjenu bolesti-modificirajućih antireumatika (DMARDs) i bioloških lijekova.
Objavio je svoja  izvorna istraživanja o kliničkim znakovima (npr. Jajićev test peta-koljeno za dijagnostiku sakroileitisa, 1999.), radiološkim promjenama i imunogenetici reumatskih bolesti. Među kliničkim opisima su  tzv. "Znak plave kože" kod psorijatičnog artritisa (2000.), te "Izbočenje pupka" (1998.)  i "Dijastaza mišića rektusa abdominisa " (1999.) kod ankilozantnog spondilitisa.
Njegovi opisi radioloških promjena sakroilijakalnih zglobova i kralježnice  kod psorijatičnog artritisa smatraju se  jednim od prvih doprinosa u toj kliničkoj problematici i citirani su u međunarodnoj literature te uvršteni u udžbenike, poput "Seronegative Polyarthritis" (Wright i Moll, 1976.).
Bio je među prvim istraživačima iz područja imuogenetike reumatskih bolesti koji su objavili podatke o povezanosti HLA antigena s ankilozantnim spondilitisom i psorijatičnim artritisom. (1975. i 1977.)
Također je bio koautor međunarodnog konsenzusa o hipertrofičnoj osteoartropatiji (1993.) te prvi opisao radiološke promjene ravnih kostiju u tom sindromu (1998.).

### Publikacije
Jajić je autor više od 700 publikacija, znanstvenih radova i 100 knjiga i poglavlja, uključujući niz sveučilišnih i prvih udžbenika, od kojih su mnogi postali temeljna literatura hrvatske reumatologije. Među istaknutijim djelima su:
- ''Klinička reumatologija'' (1981.) – prvi hrvatski sveučilišni udžbenik iz reumatologije, koji se koristio u poslijediplomskoj nastavi diljem Hrvatske i regije[3]
- ''Reumatologija'' (1995.) –  prva sveobuhvatna  monografija o reumatskim bolestima od 680 stranica koja sintetizira suvremeno razumijevanje reumatskih bolesti
- ''Ankilozantni spondilitis'' (1978.) – prva monografija o toj bolesti na hrvatskom jeziku
- ''Razvoj reumatologije kroz dva tisućljeća'' (2008.) i ''The Development of Rheumatology through Two Millennia'' (2008.) – povijesni prikazi razvoja     reumatologije od 450 stranica na hrvatskom i engleskom jeziku
- Udžbenici iz fizikalne medicine i rehabilitacije (1983., 1991., 1996., 2000., 2008.) – usvojeni su kao standardna referenca za poslijediplomsko obrazovanje na  više  medicinskih fakulteta
- ''Lumbalni bolni sindrom'' (1984.)
- ''Fizijatrijsko-reumatološka propedeutika'' (1994., 2004.)
- ''Hipertrofična osteoartropatija'' (1997.)
- ''Rentgenska dijagnostika reumatskih bolesti'' (2001.)
- ''Algodistrofični sindrom'' (2003.)
- ''Polimijalgija reumatika i arteritis divovskih stanica'' (2003.)
- ''Kronična  zdjelična bol u žena'' (2004.)
- ''Izvanzglobni reumatizam i srodna stanja'' (2005.) i dr.

Bio je suradnik i autor više poglavlja u Hrvatskoj medicinskoj enciklopediji Leksikografskog zavoda Miroslav Krleža.
Napisao je niz  priručnika za bolesnike u izdanju Hrvatske lige protiv reumatizma koji promiču zdravstvenu pismenost i svijest o kroničnim reumatskim stanjima.
Njegova su djela citirana preko 4600 puta (Web of Science) i preko 5180 (Scopus) od 2025. godine, a imao je h-indeks 32. Citiran je i preko 50 puta u međunarodnim udžbenicima iz reumatologije.
Cjelovit popis njegovih radova dostupan je putem Hrvatske znanstvene bibliografije (CroRIS-CROSBI).

### Stručna društva i uredništva
Jajić je bio predsjednik Udruženja reumatologa Jugoslavije (1982.–1986.) i vodio razne sekcije Hrvatskog liječničkog zbora. Inicijator je osnivanja i predsjednik Hrvatskog društva za vertebrologiju (1986.–1989.) i predsjednik Hrvatskog reumatološkog društva (1996.–1998.), oboje pod okriljem  Hrvatskog liječničkog zbora.
Osnovao je Društvo reumatskih bolesnika Hrvatske (1982.), usmjereno na edukaciju i podršku bolesnicima, te bio osnivač i predsjednik Hrvatske lige protiv reumatizma (1992.–2001.), organizacije orijentirane na javnozdravstvene aktivnosti edukacije bolesnika.
Utemeljio je i uređivao:
- ''Fizikalna medicina i rehabilitacija'' (1984.) – prvi nacionalni časopis u toj disciplini
- ''Reumatizam'' (1991.–1998.) – časopis Hrvatskog reumatološkog društva Hrvatskog liječničkog zbora
- ''Reumatičar/Reuma'' (od 1989.) – časopis Hrvatske lige protiv reumatizma namijenjen bolesnicima i promicanju svijesti o kroničnim reumatskim stanjima

Bio je član uredništva međunarodnih časopisa: ''Clinical Rheumatology'', ''New European Rheumatology'' i ''Acta Clinica Croatica''.

### Članstva
Jajić je bio član ili  počasni član brojnih  međunarodnih i domaćih  znanstvenih i stručnih organizacija. Na međunarodnom planu bio je član:
- British Society for Rheumatology (od 1983.)

- European League Against Rheumatism (EULAR) – član nekoliko stalnih odbora, uključujući Epidemiologiju i Istraživačku reumatologiju, pozvani predavač
- International League Against Rheumatism (ILAR) - pozvani predavač i delegat

- International Rehabilitation Medicine Association (IRMA)
- Osteoarthritis Research Society (OARS)
- European Society of Osteoarthrology (ESOA)
- British Osteoporosis Society
- Mediterranean Committee on Behçet’s Disease
- International Board of the Mediterranean of Rheumatology
- Mediterranean Tri-continental Medical Association

Počasni član nacionalnih reumatoloških društava u:
- Češkoj (1985.)
- Slovačkoj (1986.)
- Mađarskoj (1986.)
- Bugarskoj (1989.)
- Njemačkoj (1990.)
- Poljskoj (1992.)
- Rusiji (1991.)

U Hrvatskoj je bio :
- Redoviti član Hrvatske akademije medicinskih znanosti (1982.)
- Počasni član Hrvatskog liječničkog zbora
- Počasni član Hrvatskog reumatološkog društva
- Počasni član Hrvatske lige protiv reumatizma
- Aktivno uključen u brojne znanstvene, akademskie i javnozdravstvene organizacije i tijela

### Nagrade i priznanja[19][1]
- Redoviti član Hrvatske akademije medicinskih znanosti (1982.)
- Državna nagrada Ruđer Bošković (1988.) – najviše nacionalno priznanje za znanost
- Nagrada "Ladislav Rakovac" Hrvatskog  liječničkog zbora (1993.) za doprinose u napretku i  inovacijama  u hrvatskoj medicini
- Nagrada Grada Zagreba za životno djelo (2001.)
- Uvršten u: Hrvatski leksikon (1996.), Hrvatski biografski leksikon (2005.) i Hrvatsku enciklopediju (2013.)
- Predstavljen u monografiji Medicinskog fakulteta u Zagrebu (2017.)

- Uključen u zbirku "Znameniti hrvatski liječnici i farmaceuti" Muzeja medicine i farmacije Hrvatske akademije znanosti i umjetnosti (2023.)

- Uvršten u knjigu "Ankilozantni spondilitis" J.M.H. Molla (1987.) kao jedan od svjetskih pionira

- Dobitnik brojnih međunarodnih i domaćih priznanja znanstvenih, akademskih i stručnih udruga i organizacija (1964.-2001.)

## Izbor iz djela
- Ivo Jajić. 1978. [1978] Ankilozantni spondilitis Upale zglobova i kralješnice. prvijenac hrvatske medicinske literature. Školska knjiga. Zagreb. str. 1–278
- Ivo Jajić. 1981. Klinička reumatologija. prvi hrvatski udžbenik o reumatskim bolestima, udžbenik Sveučilišta u Zagrebu. prvo izdanje izdanje. Školska knjiga. Zagreb. str. 1–474
- Ivo jajić. 1982. Klinička reumatologija. prvi hrvatski udžbenik o reumatskim bolestima,udžbenik Sveučilišta u Zagrebu. drugo izdanje izdanje. Školska knjiga. Zagreb. str. 1–474
- Ivo Jajić. 1983. Specijalna fizikalna medicina. prvijenac hrvatske medicinske literature. 1. izdanje izdanje. Školska knjiga. Zagreb. str. 1–151
- Ivo Jajić i sur. 1984. Lumbalni bolni sindrom. prvi cjeloviti prikaz javnozdravstvenog problema križobolje u hrvatskoj literaturi. Školska knjiga. Zagreb. str. 1–207
- Ivo Jajić. 1986. Reumatizam. Antigeni sustava HLA kod reumatskih bolesnika. Medicinska enciklopedija Drugi dopunski svezak izdanje. Leksikografski zavod MIroslav Krleža. Zagreb.
- Ivo Jajić. 1986. Reumatizam. Epidemiologija reumatskih bolesti. Medicinska enciklopedija Drugi dopunski svezak izdanje. Leksikografski zavod Miroslav Krleža. Zagreb.
- Ivo jajić. 1986. Elektroterapija. Transkutana električna živčana stimulacija (TENS). Medicinska enciklopedija Drugi dopunski svezak izdanje. Leksikografski zavod Miroslav Krleža. Zagreb.
- Ivo Jajić. 1991. Specijalna fizikalna medicina. drugo dopunjeno izdanje izdanje. Školska knjiga. Zagreb. str. 1–236
- Ivo Jajić. 1994. Fizijatrijsko-reumatološka propedeutika. prvijenac hrvatske medicinske literature. Medicinska naklada. Zagreb. str. 1–242
- Ivo Jajić. 1995. Reumatologija. prva hrvatska opsežna monografija o reumatskim bolestima. Medicinska knjiga. Zagreb. str. 1–685
- Ivo Jajić i sur. 1996. Fizikalna medicina. udžbenik Sveučilišta u Zagrebu. Medicinska knjiga. Zagreb. str. 1–386
- Ivo Jajić i sur. 1996. Spomenica Klinike za reumatologiju, fizikalnu medicinu i rehabilitaciju Medicinskog fakulteta u Zagrebu Kliničke bolnice "Sestre milosrdnice". KB "Sestre milosrdnice". Zagreb. str. 1–176
- Ivo Jajić, Zrinka Jajić. 1997. Reumatske bolesti: fizikalna terapija i rehabilitacija. Medicinska knjiga. Zagreb. str. 1–243
- Ivo Jajić, Zrinka Jajić. 1997. Sindrom hipertrofične osteoartropatije. prvijenac hrvatske literature. Medicinska knjiga. Zagreb. str. 1–169
- Ivo Jajić, Zrinka Jajić. 1998. Prevencija križobolje i vratobolje. Medicinska knjiga. Zagreb. str. 1–143
- Ivo Jajić, Zrinka Jajić. 1999. Reumatologija u praksi. KB "Sestre milosrdnice". Zagreb. str. 1–237
- Ivo Jajić i sur. 2000. Fizikalna medicina i opća rehabilitacija. udžbenik Sveučilišta u Zagrebu. Medicinska naklada. Zagreb. str. 1–428
- Ivo Jajić, Zrinka Jajić. 2000. Primjena lokalnih injekcija u reumatskim bolestima. prvijenac hrvatske medicinske literature. Medicinska naklada. Zagreb. str. 1–88
- Ivo Jajić, Zrinka Jajić. 2001. Rentgenska dijagnostika reumatskih bolesti. prvijenac u hrvatskoj medicinskoj literaturi. Medicinska naklada. Zagreb. str. 1–231
- Ivo Jajić, Zrinka Jajić. 2003. Algodistrofični sindrom. hrvatski prvijenac. Medicinska naklada. Zagreb. str. 1–120
- Ivo Jajić, Zrinka Jajić. 2003. Polimijalgija reumatika i arteritis divovskih stanica. hrvatski prvijenac. Alfej. Zagreb. str. 1–136
- Ivo Jajić i sur. 2004. Kronična zdjelična bol u žena. hrvatski prvijenac. Medicinska naklada. Zagreb. str. 1–166
- Ivo Jajić, Zrinka Jajić. 2004. Fizijatrijsko-reumatološka propedeutika. drugo dopunjeno izdanje izdanje. Medicinska naklada. Zagreb. str. 1–326
- Ivo Jajić, Zrinka Jajić. 2005. Izvanzglobni reumatizam i srodna stanja. hrvatski prvijenac. Medicinska naklada. Zagreb. str. 1–235
- Ivo Jajić, Zrinka Jajić. 2008. Razvoj reumatologije tijekom dva tisućljeća. prva hrvatska monografija o razvoju reumatologije. Birotisak. Zagreb. str. 1–459
- Ivo Jajić, Zrinka Jajić. 2008. The Development of Rheumatology Through Two Millenia (engleski). Birotisak. Zagreb. str. 1–451
- Ivo Jajić, Zrinka Jajić i sur. 2008. Fizikalna i rehabilitacijska medicina: osnove i liječenje. Medicinska naklada. Zagreb. str. 1–480
- Ivo Jajić. 2009. Život s reumatologijom. Medicinska naklada. Zagreb. str. 1–204